# 白河県 (日本)
白河県（しらかわけん）は、1869年（明治2年）に白河藩領であった磐城国南部、岩代国のごく一部および両国内の幕府領・旗本領を管轄するために明治政府によって設置された県。現在の福島県南東部を管轄した。

## 概要
1866年（慶応2年）、白河藩第8代藩主の阿部正静は棚倉藩に転封。白河藩領は二本松藩の預かり地となったため、戊辰戦争時は藩主不在であった。戊辰戦争においては係争の地となり、白河小峰城は戦火によって大半を焼失した。1868年（慶応4年）2月、正静は白河藩に復帰したが、同じ年（明治元年）12月、再び棚倉藩に移封となり白河藩は廃藩。以後、天領（明治政府直轄地）となり、1869年（明治2年）8月に白河県が設置される。1871年（明治4年）7月の廃藩置県をはさんで同年11月、第1次府県統合により二本松県を経て福島県に編入された。なお、白河県知事であった清岡公張は二本松県権令、福島県（第2次）県令を引き続き務めている。

## 沿革
- 慶応2年6月19日（1866年7月30日） - 白河藩が棚倉藩に転封。旧領は幕府領となり二本松藩が管轄。
- 慶応4年2月1日（1868年2月23日） - 棚倉藩が白河藩に転封（実行されず）。
- 明治元年
  - 12月7日（1869年1月19日）
    - 岩代国岩瀬郡・信夫郡・安達郡・安積郡・伊達郡および磐城国磐前郡の棚倉藩・二本松藩・磐城平藩・福島藩・幕府領が磐城中村藩・常陸笠間藩取締地、関宿藩・会津藩領が中村藩取締地となる。中村藩取締地は桑折県を称した[1]。
    - 岩代国岩瀬郡および磐城国白河郡・石川郡の棚倉藩領が磐城守山藩取締地となる。

  - 12月24日（1869年2月5日） - 白河藩が棚倉藩に転封（現状に即した形となる）。
- 明治2年（1869年）8月7日 - 磐城国および岩代国岩瀬郡の幕府領・旗本領と中村藩・笠間藩・守山藩取締地に白河県を設置。県庁を白河郡白河町（現在の白河市）に設置。
- 明治4年（1871年）11月2日 - 第1次府県統合により二本松県に編入。同日白河県廃止。

## 管轄地域
「旧高旧領取調帳」では旧領名として「白河藩領」のほかに「幕府領分」との記載があるが、もともとの幕府領であったか旧白河藩領であったかの判別は不可能である。以下、「旧高旧領取調帳」どおりに記載した。
- 磐城国
  - 石川郡のうち - 62村（幕府領49村、土浦藩領10村、笠間藩領3村）
  - 磐城郡のうち - 10村（幕府領7村、笠間藩領2村、棚倉藩領1村。幕府領1村は磐城平藩に編入）
  - 磐前郡のうち - 38村（幕府領26村、磐城平藩領10村、棚倉藩領2村。幕府領3村は磐城平藩に編入）
  - 菊多郡のうち - 6村（旗本領2村、湯長谷藩領3村、泉藩領1村）
  - 白河郡のうち - 82村（旧白河藩領52村、幕府領32村）
  - 楢葉郡のうち - 34村（幕府領19村、棚倉藩領15村）
  - 田村郡のうち - 22村（幕府領15村、旗本領7村）
- 岩代国
  - 岩瀬郡のうち - 46村（旧白河藩領29村、旗本領15村、土浦藩領2村）

白河藩（棚倉藩）は遠江国豊田郡18村、山名郡15村、引佐郡4村、麁玉郡3村、信濃国伊那郡49村の飛地領を持っていたが、遠江国は浜松県、信濃国は伊那県にそれぞれ移管されている。また、磐城国の幕府領のうち、白川郡は棚倉藩、宇多郡は福島県（第1次）に編入されている。

## 歴代知事
- 1869年8月7日 - 1871年11月2日 ： 権知事・清岡公張（前第1次福島県権知事、元高知藩郷士）